# Ciberviolació
Una ciberviolació o violació virtual fa referència a un acte sexual no consensuat que té lloc en un ciberespai o món virtual.

## Etimologia
El terme está format pel prefix "ciber" l'origen del qual es remet a finals de 1940 amb l'aparició del terme cibernètica; paraula que, al seu torn, prové de l'arrel grega kybernaein (la qual es referia originalment a l'art de controlar una nau) que indica relació amb les xarxes informàtiques i la realitat virtual i el terme "violació", acte carnal sense consentiment d'algú o en contra de la seva voluntat.

## Instàncies

### A Rape in Cyberspace
Una de les primeres ciberviolacions registrades va esdevenir notablement mediàtica gràcies a l'article "A Rape in Cyberspace, or How an Evil Clown, a Haitian Trickster Spirit, Two Wizards, and a Cast of Dozens Turned a Database into a Society" de Julian Dibbell publicat a The Village Voice el 1993. Aquest descriu una violació de grup en un joc d'ordinador multijugador o MUD anomenat LambdaMOO que va tenir lloc un dilluns a la nit de març de 1993 i discuteix les repercussions d'aquest acte en la comunitat virtual i els canvis posteriors al disseny del programa MUD.
La ciberviolació va ser perpetuada per un jugador anomenat Mr. Bungle, que va aprofitar un subprograma que li permetia fer accions que falsament s'atribuïen a altres personatges de la comunitat virtual. El subprograma va ser finalment inutilitzat per un personatge anomenat Zippy. Aquestes accions, que incloïen la descripció d'actes sexuals que els personatges es feien entre si o sobre ells mateixos, van continuar durant diverses hores i van anar molt més enllà de les normes comunitàries establertes fins aquell moment. Es va interpretar com una violació sexual dels avatars als quals se'ls va fer que actuessin sexualment i van provocar la indignació entre els usuaris de LambdaMOO, plantejant dubtes sobre els límits entre la vida real i la realitat virtual.
Tres dies després de l'esdeveniment, els usuaris de LambdaMOO van organitzar una reunió en línia, a la qual Dibbell (Dr. Bombay) va assistir, per discutir què s'hauria de fer sobre Mr. Bungle. La reunió va durar aproximadament dues hores i quaranta-cinc minuts, però no es van prendre decisions concloents. Després d'assistir a la reunió, un dels programadors mestres de LambdaMOO (JoeFeedback), va decidir pel seu compte acabar el compte de l'usuari de Mr. Bungle. A més, en tornar del seu viatge de negocis, el principal creador de LambdaMOO, Pavel Curtis (Archwizard Haakon), va crear un sistema de peticions i votacions on qualsevol persona pogués votar popularment qualsevol cosa que requerís competències administratives per a la seva implementació. Mitjançant aquest sistema, els usuaris de LambdaMOO van establir una llei que desconnecta temporalment els usuaris convidats perjudicials del servidor, així com diverses altres funcions noves.

### Rape Lay
Rape Lay és un videojoc japonés del gènere eroge desenvolupat per la empresa Illusion estrenat el 21 d'Abril del 2006. Es tracta d'un joc en primera persona desde la perspectiva d'un chikan que assetja i viola una mare i les seves dues filles al metro. Això va representar la primera vegada que la ciberviolació esdevingué l'objectiu d'un videojoc. Originalment només es va distribuir al Japó però el 2009 és va començar a distribuir clandestinament mitjançant la plataforma Amazon. Arrel d'això el joc va obtenir atenció internacional i va generar una forta controvèrsia pel seu contingut, cosa que va provocar la seva prohibició a diversos països.

### Rape Day
El 2019 va sortir a la venda un videojoc anomenat "Rape Day" l'objectiu del qual és violar dones i matar-les posteriorment, en un escenari apocalíptic zombie. Va generar una gran controversia en ser ofert a la plataforma Steam (tot i que va ser ràpidament retirat) i va reviure el debat sobre els límits de la realitat virtual.

## Debat

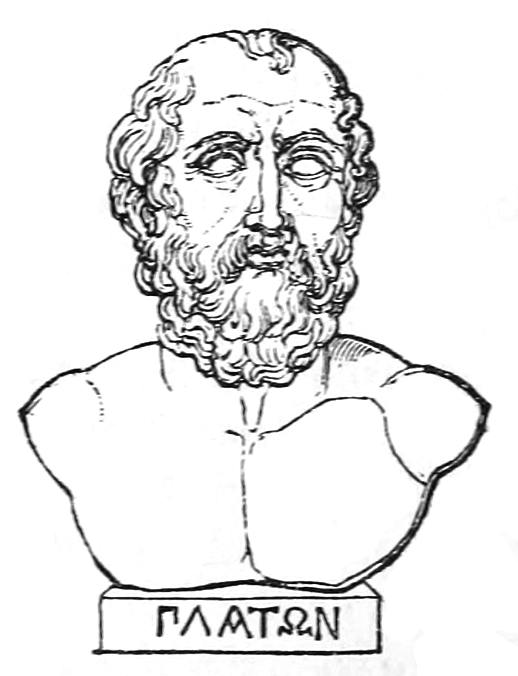
El fenomen de les ciberviolacions ha reviscut una versió moderna del dualisme platònic.

A partir d'aquesta instància es va integrar a l'imaginari col·lectiu dels jugadors la idea i possibilitat de la ciberviolació. Això ha comportat que la seva pràctica i percepció hagin evolucionat a mesura que ha evolucionat la tecnologia i la seva jugabilitat. Per exemple, al món virtual Sociolotron els jugadors sovint pateixen violacions o les perpetuen. La majoria de jugadors accepten aquesta possibilitat i la consideren part del món virtual, de la mateixa manera que la violència o els assasinats. Alguns suggereixen que la millor manera de fer front a una violació virtual és ignorar-la o simplement cancel·lar la sessió i crear un nou avatar.
A Rape in Cyberspace demostra com el món virtual i el món real tendeixen a barrejar-se, ja que el món virtual no podria existir sense la realitat i com les experiències de Dibbell a la comunitat en línia van afectar el seu processament cognitiu del món real.
L'article també demostra l'efecte emocional que van tenir els fets ocorreguts dins de LambdaMoo sobre les víctimes d'aquesta violació virtual. Tot i passar a la realitat virtual, va tenir un significat simbòlic en ambdues realitats. Aquest fenomen ha reviscut una versió moderna del dualisme platònic, també conegut com el binari ment-cos. Aquest planteja una divisió entre cos i ànima o ment, de la mateixa les ciberviolacions plantejen un dilemma moral en tant que és l'avatar que és violat o comet la violació. Alguna gent argumenta que tot i no tractar-se d'una violació física, sí pot tenir efectes cognitius semblants, ja que la violació del seu avatar por generar un gran malestar psíquic en alguns jugadors.
Jocs com "Rape Play" i "Rape Day" han generat una gran polèmica, doncs hi ha gent que argumenta que violar no difereix de ferir o matar a gent, com es fa en un gan nombre de videojocs. La resposta a aquestes opinions és molt crítica, argumentant que aquestes agressions s'experimenten per part del jugador com una acció que realitzen per superar un obstacle per arribar a la meta o superar el joc, en canvi, en aquests jocs l'objectiu o fi és la violació. "Mentres que la immensa majoria dels jocs violents no busquen reproduir la sensació de ferir, torturar i assassinar algú, Rape Day sí que busca reproduir la sensació de violar una dona".